# 长柄新月蕨
长柄新月蕨（学名：Pronephrium longipetiolatum）为金星蕨科新月蕨属下的一个种。